# Щипец

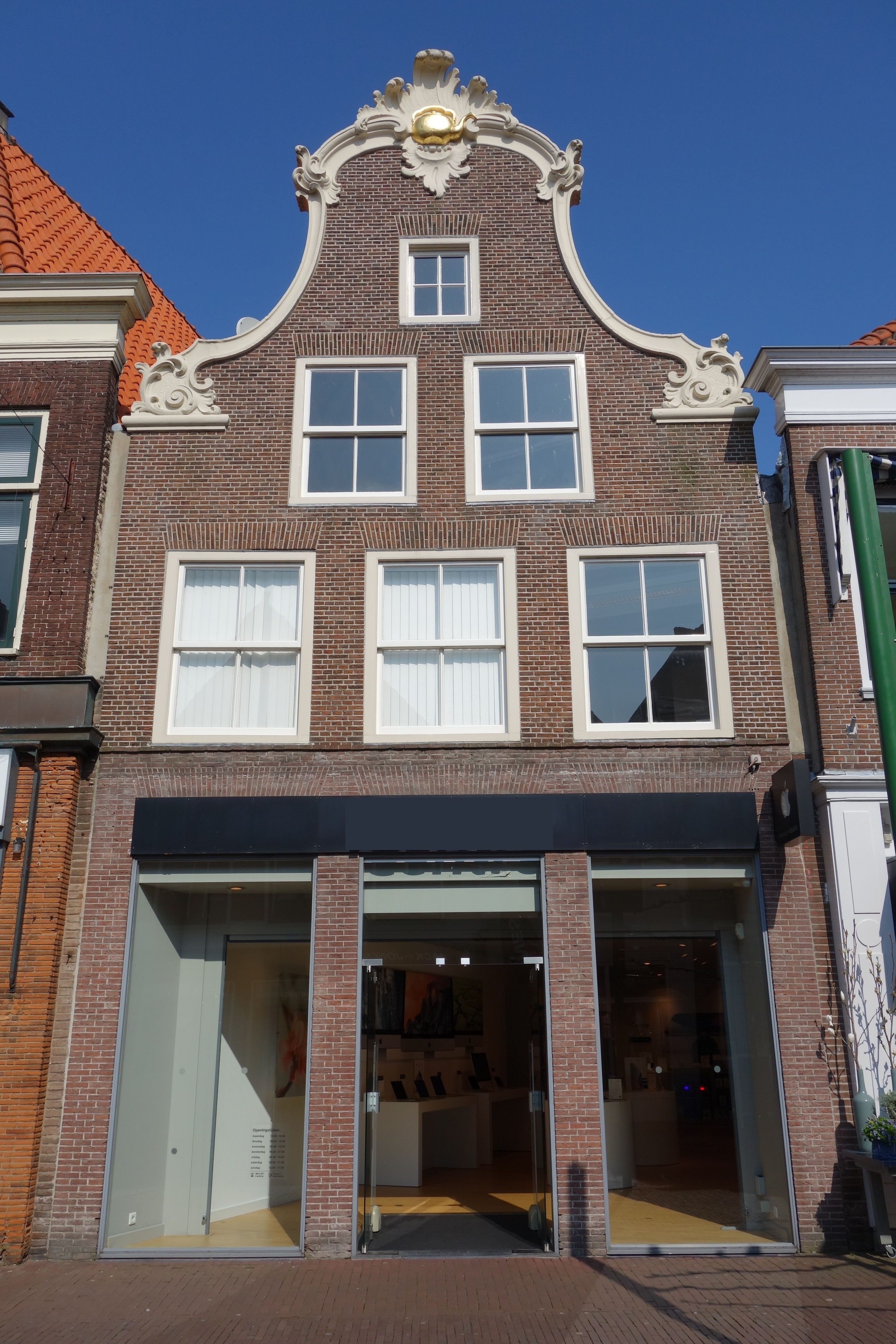
Шейный фронтон

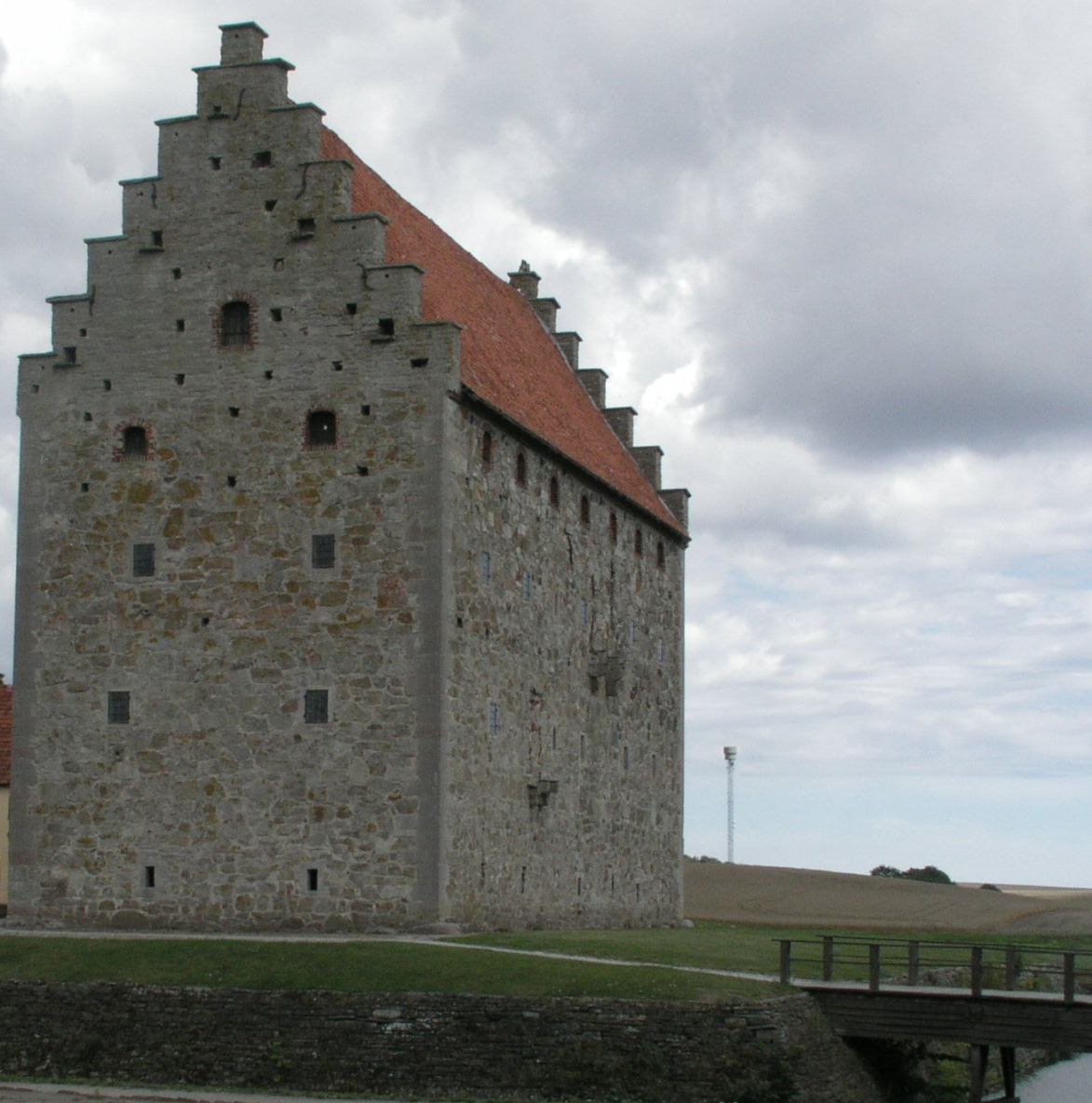
Ступенчатый щипец

Щипе́ц  — в архитектуре — верхняя часть, главным образом, торцовой стены здания, ограниченная двумя скатами крыши и не отделенная от остальной плоскости стены карнизом (в отличие от фронтона). Типичен для средневековых зданий Центральной и Северной Европы. В готической архитектуре щипцы бывают самой разнообразной формы, но их следует отличать от вимпергов (треугольных наверший над оконным или дверным проёмом) и габлей (ст.-франц. gable) остроконечных фронтонов иного происхождения.
В архитектуре барокко и маньеризма, а также в зданиях стиля хайматкунст, щипцы бывают ступенчатыми. Для Голландии характерны ступенчатые и «шейные фронтоны» вогнутого профиля с декоративными волютами, пирамидками и шпилями по сторонам. В Санкт-Петербурге первой трети XVIII века в архитектуре петровского барокко использовали подобные фронтоны «на голландский манер» и называли их фронташпицами. Кроме того, щипцы можно видеть в Петербурге на зданиях, выстроенных позднее с использованием мотивов исторических европейских стилей. Так, подобные детали имеет доходный дом сельскохозяйственного товарищества «Помещик», сооружённый в 1911—1912 гг. в стиле северного модерна.
На современной территории России щипцовое завершение в прошлом имели фасады многочисленных жилых, общественных и церковных зданий бывшей Восточной Пруссии. Примерами могут служить жилые дома и церковь св. Георгия во Фридланде (совр. Правдинск), жилые дома, склады и ратуша в Инстербурге (совр. Черняховск) и другие.
В деревянной архитектуре славян аналогичная форма называется самцовым фронтоном. Самки́ — горизонтальные брёвна, одно другого короче, образующие на торцовом фасаде треугольник. Иногда такой сруб называют «сруб костром».